# (2879) Shimizu
(2879) Shimizu (1932 CB1; 1928 JA; 1975 RG1; 1978 EV6; 1980 TN1) ist ein ungefähr 22 Kilometer großer Asteroid des mittleren Hauptgürtels, der am 14. Februar 1932 vom deutschen (damals: Weimarer Republik) Astronomen Karl Wilhelm Reinmuth an der Landessternwarte Heidelberg-Königstuhl auf dem Westgipfel des Königstuhls bei Heidelberg (IAU-Code 024) entdeckt wurde.

## Benennung
(2879) Shimizu wurde nach dem Japaner Shin-ichi Shimizu (* 1889), einem Pionier der Astrofotografie unter japanischen Amateurastronomen, benannt. 1937 entdeckte er den periodischen Kometen 33P/Daniel wieder, der 1909/10 verloren gegangen war. Die Benennung wurde vom japanischen Astronomen Takeshi Urata vorgeschlagen.